# Bertha Van Hoosen
Bertha Van Hoosen (* 26. März 1863 in Stony Creek, Michigan; † 7. Juni 1952 in Romeo (Michigan)) war eine amerikanische Chirurgin und Hochschullehrerin. Sie war Professorin für klinische Gynäkologie an der Illinois University Medical School und war Gründerin und erste Präsidentin der American Medical Women’s Association.

## Leben und Werk
Van Hoosen war die jüngere von zwei Töchtern der Lehrerin Sarah Ann Taylor und des Bauern Joshua Van Hoose. Sie wuchs auf der Farm ihrer Eltern auf und besuchte die High School in Pontiac (Michigan). Sie studierte an der University of Michigan, wo sie 1884 ihren Bachelor of Arts in Literaturwissenschaft erhielt. Anschließend schrieb sie sich an der medizinischen Abteilung der University of Michigan ein.
Damit sie ihre Studiengebühren bezahlen konnte, arbeitete sie als Krankenschwester, Anatomiedemonstratorin und Schullehrerin. 1888 schloss sie ihr Medizinstudium mit einem Doktor der Medizin ab und  arbeitete dann für vier Jahre in zusätzlicher Krankenhausausbildung zuerst im Frauenkrankenhaus in Detroit, dann im Michigan Asylum for the Insane in Kalamazoo und im New England Hospital for Women and Children in Boston.
1892 eröffnete sie eine Privatklinik in Chicago. Von 1892 bis 1902 unterrichtete sie Anatomie und Embryologie an der Woman’s Medical School der Northwestern University und anschließend von 1902 bis 1912 war sie Professorin für klinische Gynäkologie am University of Illinois College of Medicine. 1913 wurde sie Leiterin des gynäkologischen Personals des John H. Stroger Jr. Hospital of Cook County. 1918 folgte die Ernennung zur Professorin und Leiterin der Geburtshilfe an der Stritch School of Medicine der Loyola University Chicago als erste Frau, die eine Abteilung an einer koedukativen medizinischen Fakultät leitete.
Van Hoosen führte ihre Privatpraxis weiter, während sie als Oberärztin in vielen Krankenhäusern in Chicago tätig war. Sie unterrichtete Sexualerziehung, richtete eine Muttermilchbank ein und setzte sich für die Anwendung der Scopolamin-Morphin-Anästhesie bei der Geburt ein.
Van Hoosen führte ihre letzte Operation im Alter von achtundachtzig Jahren durch und zog sich 1951 aus der aktiven Praxis zurück. Sie erlitt im Oktober 1951 einen Schlaganfall und starb 1952 in einem Genesungsheim in Romeo, Michigan. Heute ist die Farm, auf der sie im heutigen Rochester Hills aufgewachsen ist, als Museum erhalten.
Sie war die erste und einzige Frau, die 1909 auf dem XVI. Internationalen Kongress für Medizin in Budapest, Ungarn, einen Artikel vortrug, der dazu beitrug, die Verwendung von Scopolaminmorphin in der Geburtshilfe und Chirurgie bekannt zu machen.
1915 gründete sie die American Medical Women’s Association und anschließend das Journal of American Medical Woman’s Association. Sie war von 1915 bis 1918 als erste Präsidentin der American Medical Women’s Association tätig.

## Ehrungen
- Der Bertha Van Hoosen Award wird jährlich von der American Medical Women’s Association vergeben.[4]
- 1950 wurde sie mit der Elizabeth Blackwell Medal der American Medical Women’s Association ausgezeichnet.[5]
- An der University of Michigan wurde ihr das Van Hoosen House gewidmet.[6]

## Veröffentlichungen
- Scopolamine-Morphine Anaesthesia. The house of Manz, Chicago 1915 (Digitalisat)
- Petticoat Surgeon. Pellegrini & Cudahy, Chicago 1947